# Rxvt
rxvt (kurz für our extended virtual terminal) ist ein Terminalemulator für das X Window System („X“) und soll einen im Funktionsumfang reduzierten und folglich speicherschonenderen Ersatz für xterm darstellen. Es unterstützt lediglich Pseudotransparenz und kein Unicode. Mit aterm, wterm und urxvt existieren Abspaltungen des Quelltextes.